# Naamirivier

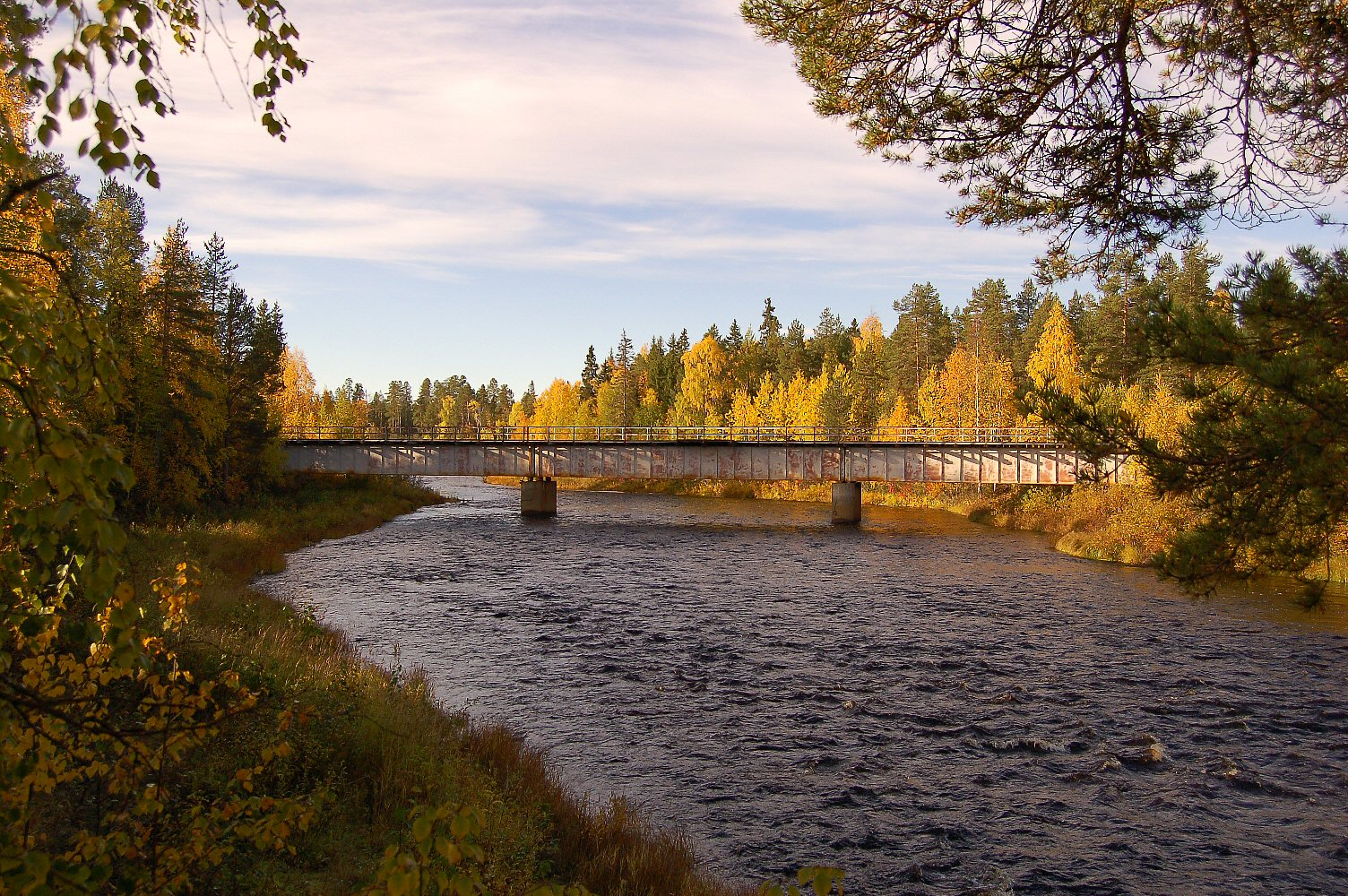
Hanhisuvanto, Naamirivier.

De Naamirivier (Naamijoki) is een Finse rivier de stroomt in de regio Lapland. De rivier maakt deel uit van het stroomgebied van de Torne. Ze is ruim 91 kilometer lang.